# Katedra Matki Bożej Królowej Apostołów w Częstochowie
Katedra Matki Bożej Królowej Apostołów w Częstochowie – katedra diecezji krakowsko-częstochowskiej (również świątynia parafialna w dekanacie śląskim) Kościoła Polskokatolickiego w RP, położona przy ul. Jasnogórskiej 6.

## Historia
Parafia została erygowana w 1960 przez ks. bpa Maksymiliana Rodego. W 1961 objął ją proboszcz ks. Jerzy Szotmiller, późniejszy ksiądz dziekan, a w latach 1979-2011 biskup Kościoła Polskokatolickiego diecezji krakowsko-częstochowskiej. Początkowo parafia posiadała murowaną kaplicę przy ul. Jana Henryka Dąbrowskiego 16. Od 1971 parafia przeniosła się do budynku przy ul. Jasnogórskiej 33. 23 sierpnia 1979 wojewoda częstochowski wydał zgodę na budowę nowej świątyni. Autorami projektu budynku byli Aleksander Franta i Henryk Buszko. Kamień węgielny położono 10 lipca 1983.
Uroczyste poświęcenie kościoła w Częstochowie miało miejsce w dniu 1 września 1985 w obecności licznie zgromadzonych wiernych i duchowieństwa kościoła. Wśród zaproszonych gości znaleźli się m.in. abp Antoni Glazemaker (Kościół Starokatolicki w Holandii), bp Marinus Kok (Kościół Starokatolicki w Holandii), bp Franciszek Rowiński (Polski Narodowy Kościół Katolicki), bp Józef Niemiński (Polski Narodowy Kościół Katolicki), bp Leon Gauthier (Kościół Chrześcijańskokatolicki w Szwajcarii), bp Józef Brinkhues (Kościół Starokatolicki w Niemczech), bp elekt Wiesław Skołucki oraz ks. inf. Antoni Pietrzyk.

## Opis
Katedra znajduje się między budynkiem Zespołu Szkół im. Cypriana Kamila Norwida a Ośrodkiem Zdrowia, na rozległej działce, zaraz za parterowym domem parafialnym. Chociaż katedra znajduje się przy ul. Jasnogórskiej, to jest lepiej widoczna od al. Jana Pawła II, od strony tej ulicy nie ma jednak wejścia na teren kościoła. Główne wejście jest od strony podwórza i znajduje się po przekroczeniu schodów i przedsionka. Świątynia wewnątrz ma kształt rotundy, w której zagłębieniu znajduje się ołtarz główny. Po lewej stronie od ołtarza znajduje się tron biskupi z pamiątkami bo zmarłym biskupie Jerzym Szotmillerze, ordynariuszu diecezji krakowsko-częstochowskiej, po prawej stronie znajduje się boczny ołtarz, nad wejściem jest chór. Na lewo od ołtarza, tuż nad sufitem znajduje się tryptyk przedstawiający św. Wilibrorda, z wizerunkami katedry św. Gertrudy w Utrechcie i katedry Św. Ducha w Warszawie, naprzeciwko obrazu, czyli na prawo od ołtarza, znajduje się również tryptyk wyobrażający fundatorów parafii, na których rozpoznawalni są bp Tadeusz Majewski i bp Jerzy Szotmiller. W świątyni nie ma ławek, znajdują się krzesła. W dolnej części katedry znajduje się dolny kościół – kaplica Matki Bożej Ostrobramskiej i sala katechetyczna. Katedra wciąż nie jest ukończona, w zasadzie od momentu jej poświęcenia trwają nadal prace wykończeniowe.

## Galeria

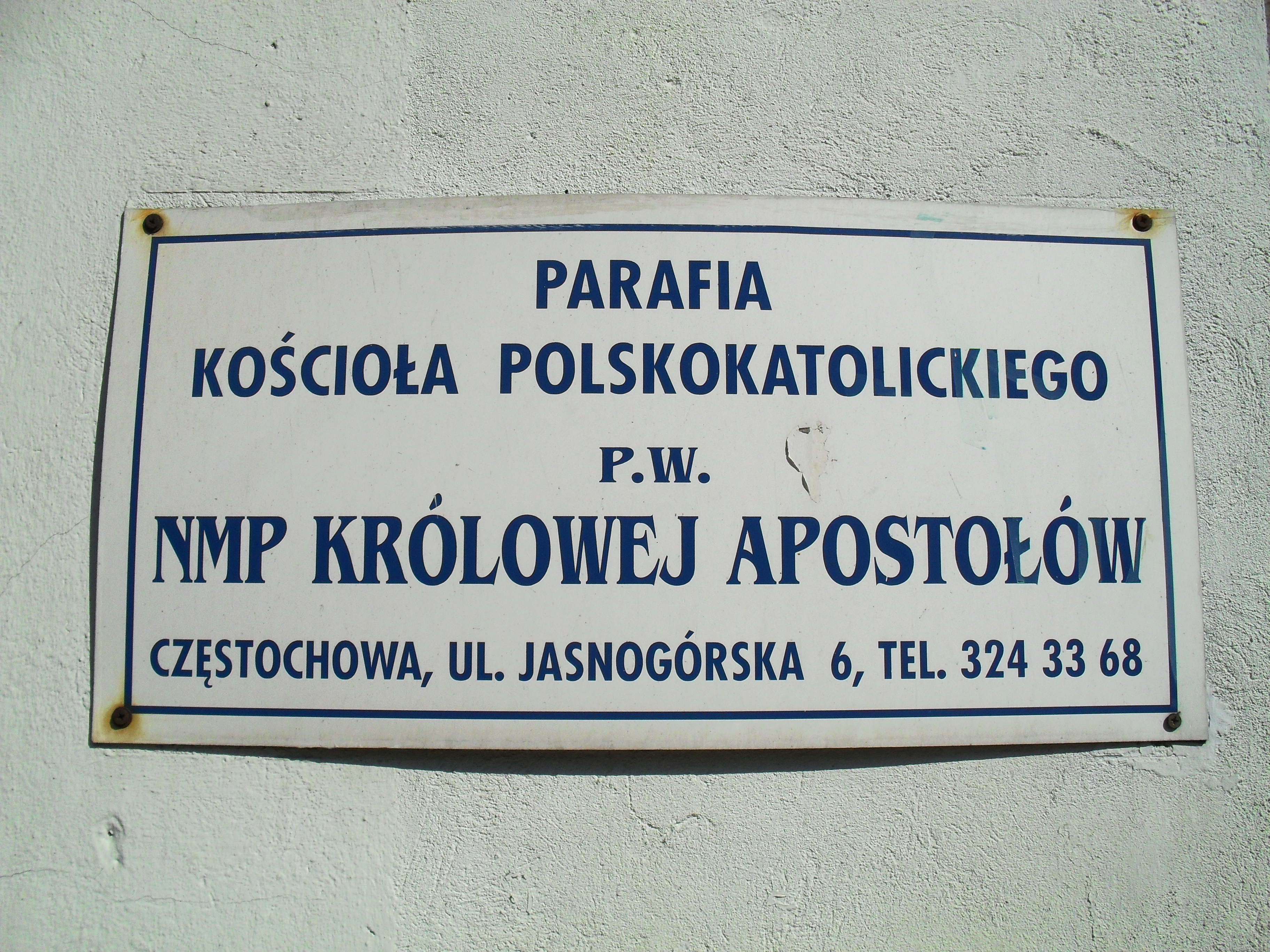
Szyld parafii polskokatolickiej w Częstochowie
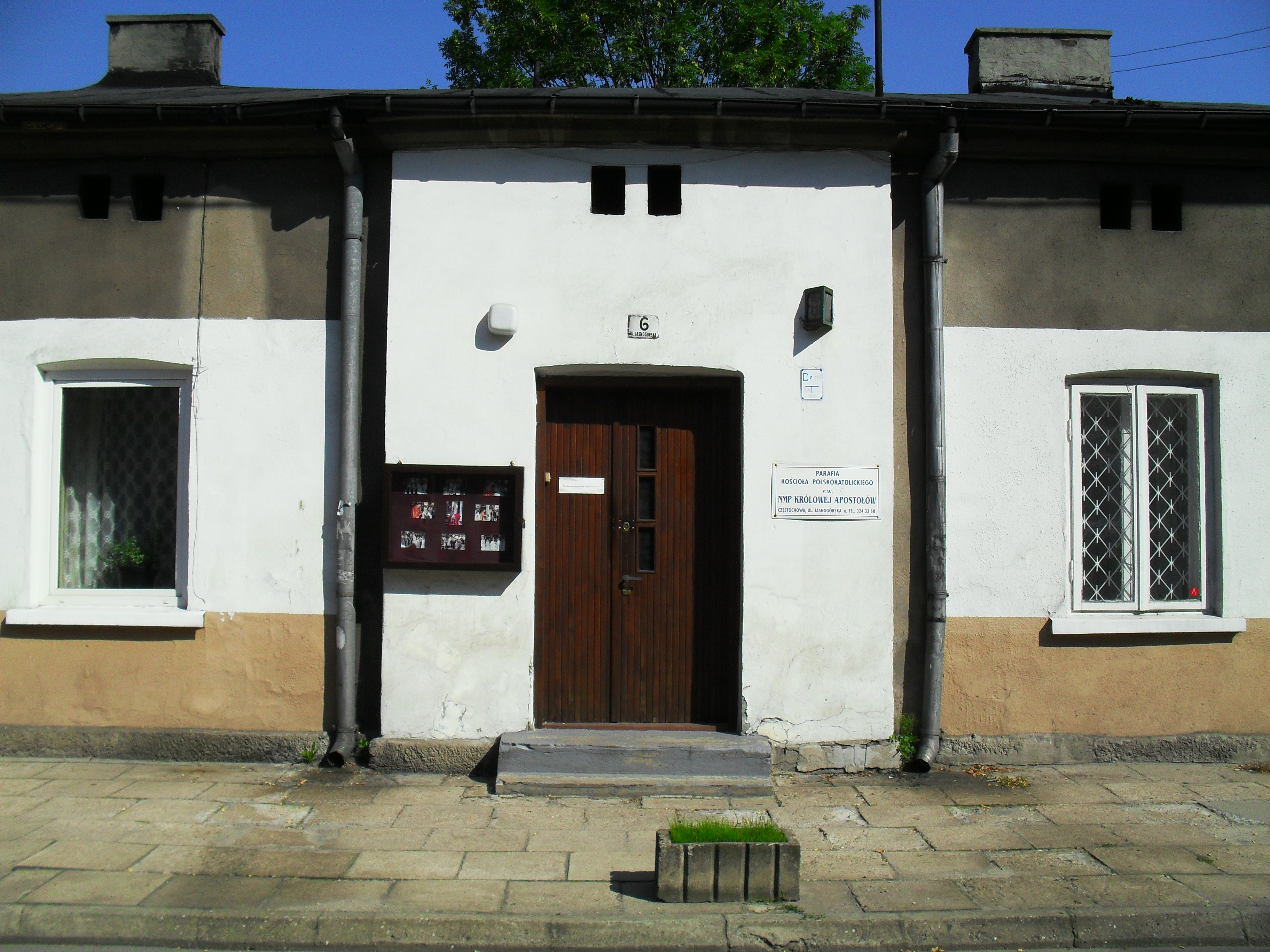
Polskokatolicki dom parafialny w Częstochowie
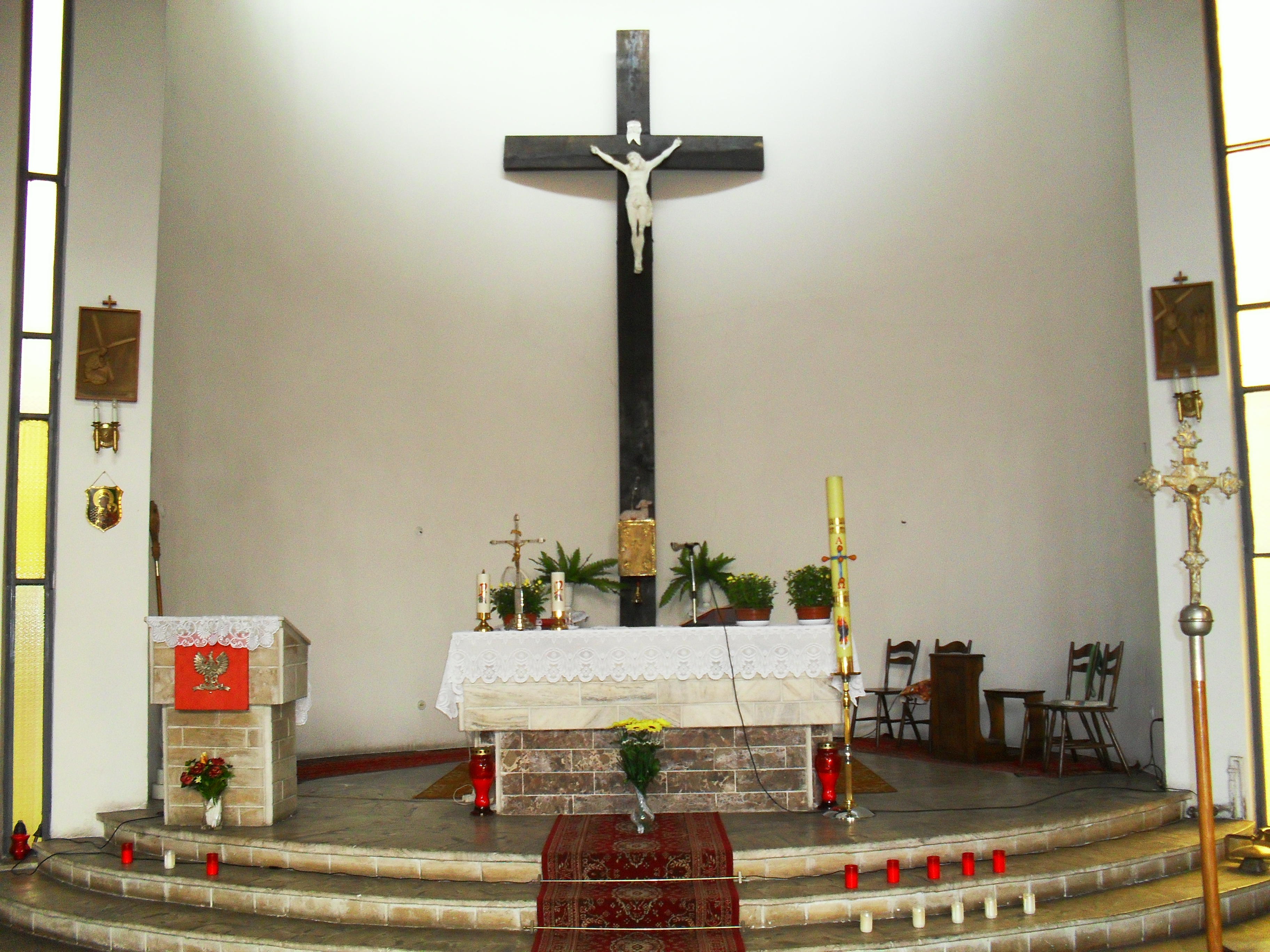
Widok ołtarza głównego katedry
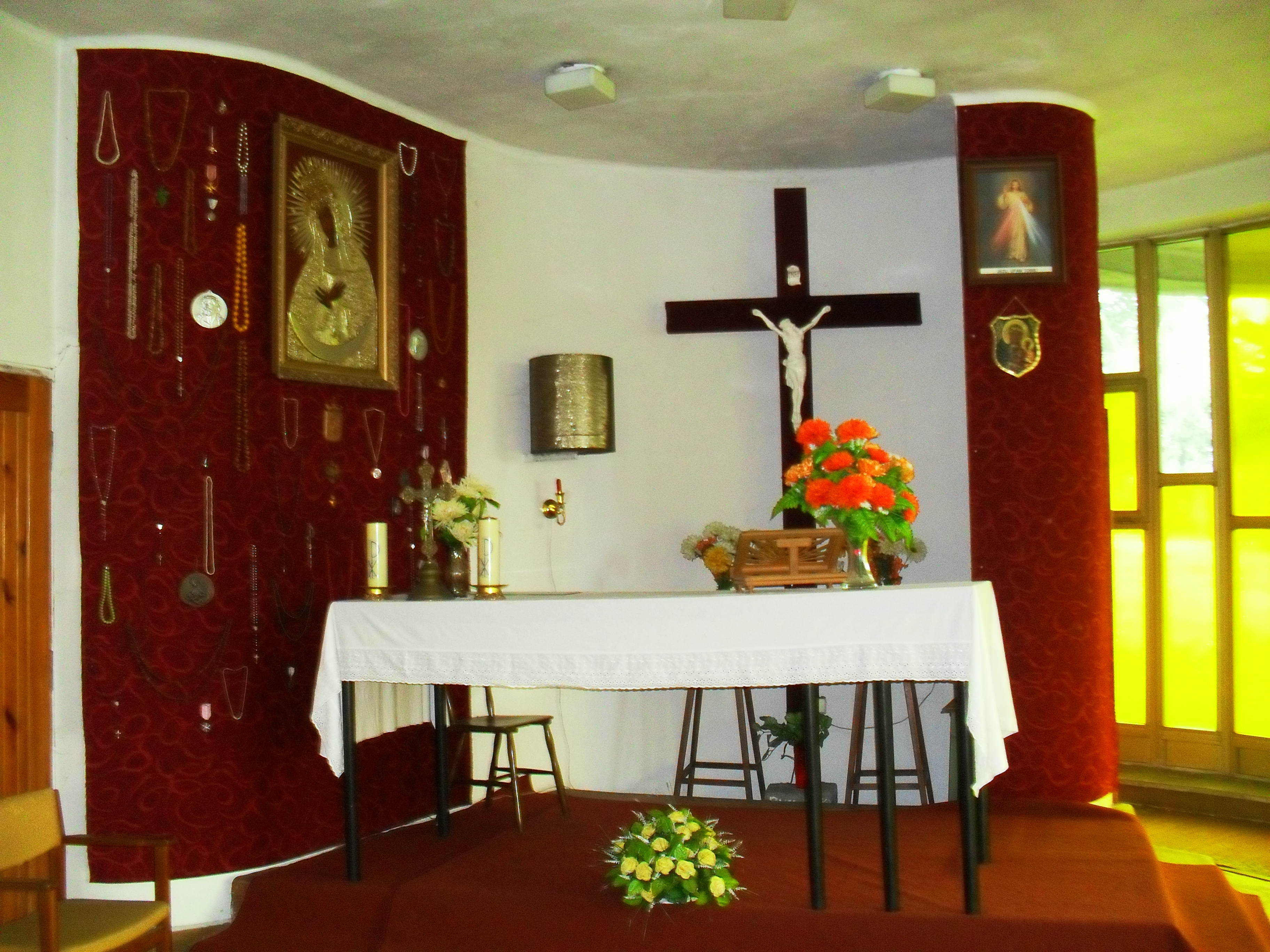
Kaplica Matki Bożej Ostrobramskiej
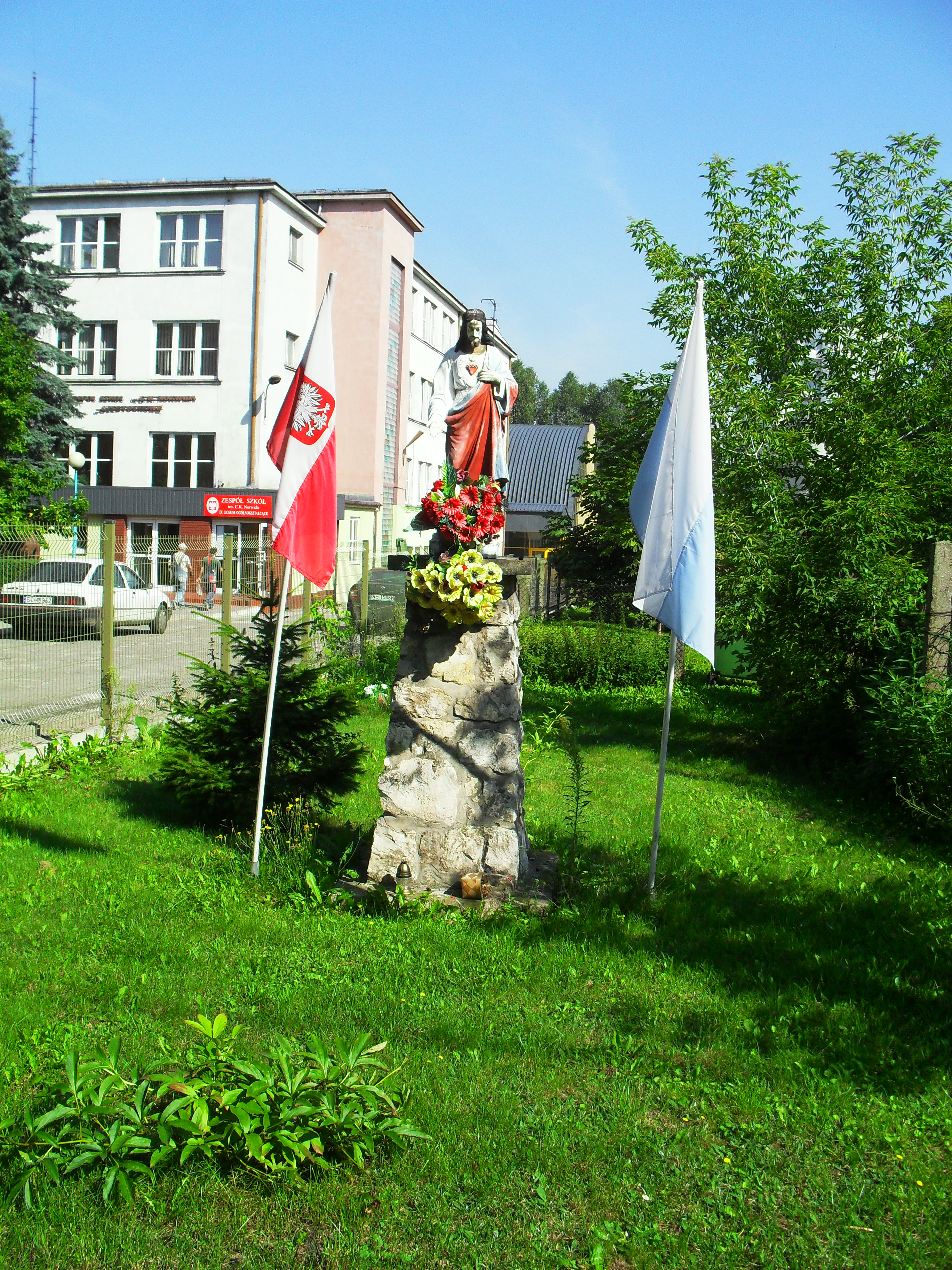
Figurka Jezusa Chrystusa przy katedrze
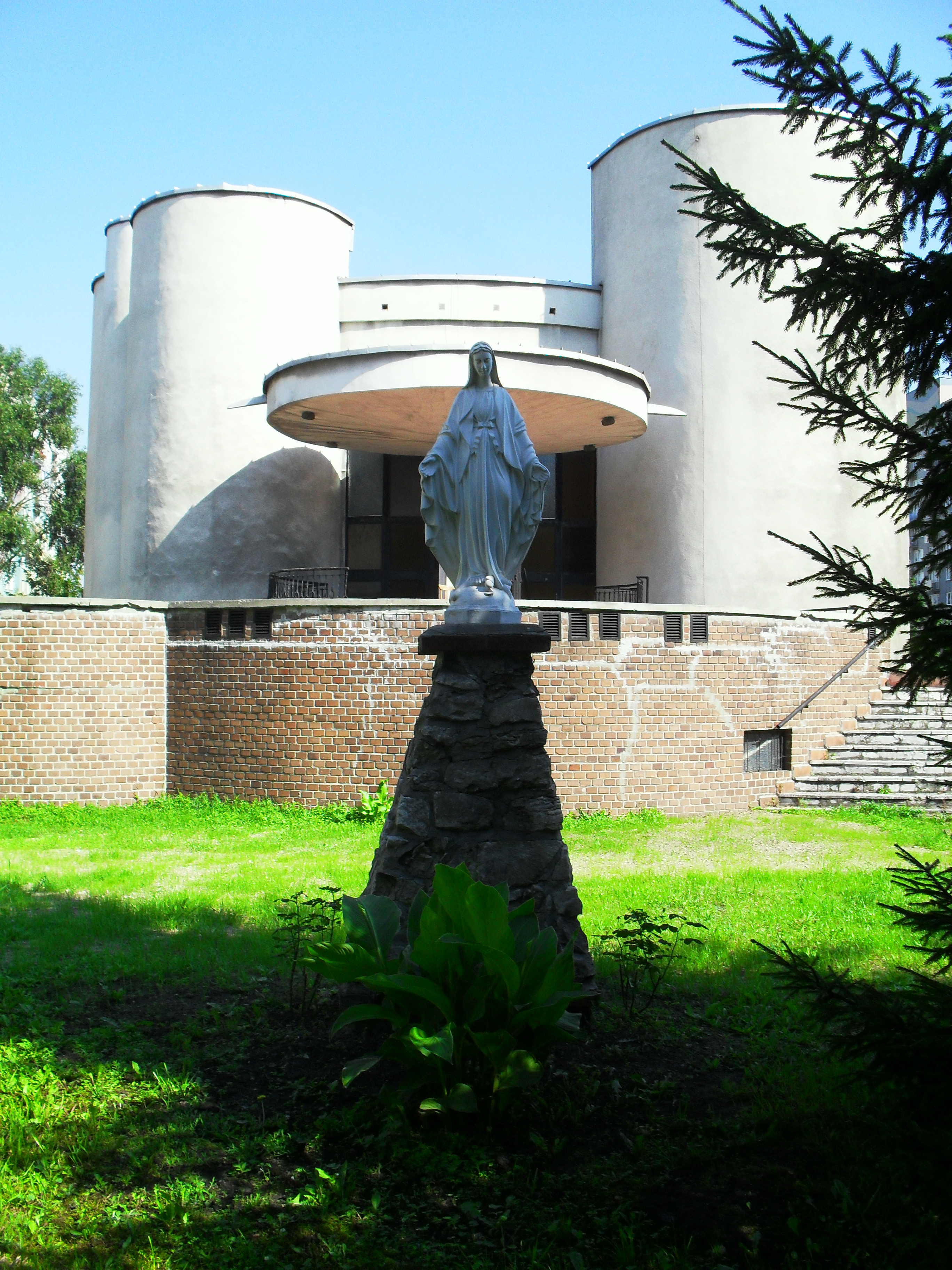
Figurka Matki Bożej przy katedrze